# Czerwona (rzeka)
Czerwona – rzeka o długości 28,6 km na Pobrzeżu Koszalińskim, w województwie zachodniopomorskim, w powiecie koszalińskim, która uchodzi do Morza Bałtyckiego.

## Opis
Nizinne ukształtowanie terenu powoduje, że spadek koryta rzeki jest minimalny, a nurt wodny powolny, szczególnie w dolnym odcinku rzeki. Długość rzeki według różnych danych wynosi od 28,63 do 29,50 km.
Powierzchnia zlewni Czerwonej wynosi według różnych danych od 139,26 do 149,56 km². W budowie geologicznej dorzecza Czerwonej dominują gliny zwałowe. Występujące licznie niewielkie obniżenia wyłożone są torfem.
Wypływa z Parnowskiego Jeziora koło wsi Parnowo. Początkowo biegnie w kierunku północno-zachodnim i mija miejscowości Wierzchomino oraz Wierzchominko. Pomiędzy miejscowościami Uliszki i Słowienkowo przepływa pod drogą krajową nr 11 i płynąc na północ mija miejscowość Skrzeszewo po czym skręca na zachód i przepływa obok Borkowic, Śmiechowa, Kładna. Między Kładnem a Łopienicą do rzeki od południa uchodzą 2 potoki – najpierw Tymienica następnie Łopieniczka. Kilka kilometrów dalej na północ od osady Łasin Koszaliński wpada do Morza Bałtyckiego.

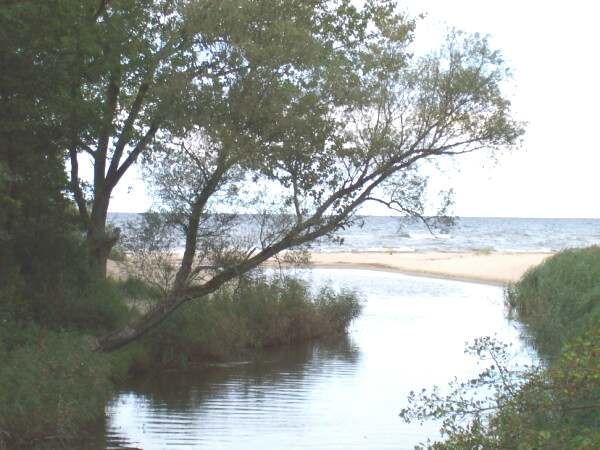
Ujście rzeki do morza

W 2009 r. przeprowadzono badania jakości wód Czerwonej w punkcie 0,5 km od ujścia do morza. W ich wyniku oceniono elementy fizykochemiczne poniżej stanu dobrego, elementy biologiczne określono na II klasy, stan ekologiczny na umiarkowany, a stan chemiczny na dobry. W ogólnej dwustopniowej ocenie stwierdzono zły stan wód Czerwonej.
W sierpniu 2025 r. w wyniku małych sum opadowych rzeka zaprzestała wpływania do wód Bałtyku, urywając się na plaży.
Nazwę Czerwona wprowadzono urzędowo w 1948 roku, zastępując poprzednią niemiecką nazwę rzeki – Wonne Bach.